# Tom Ahlsell
Tom Ahlsell, född 16 mars 1950 i Göteborg, är en svensk skådespelare.

## Biografi
Ahlsell utbildade sig vid Statens scenskola i Göteborg 1975–1978 och engagerades efter examen på Malmö Stadsteater. Han tillhörde under tre år Unga Teatern på Malmö Stadsteater där han medverkade i föreställningar som Den feruktansvärda semällen och Sagan om havet. Han har medverkat i musikaler som La Cage aux Folles och Little Shop of Horrors och i dramer som Woyzeck, Vasasagan, Revisorn, Romeo och Julia, Bubblorna i bäcken, Utsikt från en bro, Hedda Gabler och Tartuffe. 2006 gjorde han huvudrollen i Teater Terriers föreställning Drömmer om att dö (som en svensk med hög cred), som utvaldes till Teaterbiennalen året efter. Ahlsell har också varit verksam vid Malmöbaletten, Riksteatern och Radioteatern. Han har läst Dagens dikt i P1 och undervisat i framställningsteknik på Folkuniversitetet.
Ahlsell filmdebuterade 1979 i Jackie Södermans Charlotte Löwensköld. Han är son till regissören Herman Ahlsell och bror till skådespelaren Puck Ahlsell.

## Filmografi
- 1979 – Charlotte Löwensköld
- 1985 – Till minnet av Mari
- 1986 – Esarparen
- 1998 – Vasasagan
- 2002 – Den femte kvinnan (TV-serie)
- 2013 – Wallander – Mordbrännaren

## Teater

### Roller (ej komplett)
| År   | Roll                                              | Produktion                                                                                              | Regi                  | Teater                                |
| ---- | ------------------------------------------------- | --- | --------------------- | ------------------------------------- |
| 1978 |                                                   | Den feruketansvärda semällen Staffan Göthe                                                              | Torbjörn Astner       | Malmö stadsteater                     |
| 1979 |                                                   | Romeo och Julia (The Tragedy of Romeo and Juliet) William Shakespeare                                   | Lennart Olsson        | Malmö stadsteater                     |
| 1979 |                                                   | Sagan om den övergivna dockan (La historia de la muñeca abandonada) Alfonso Sastre                      | Ronnie Hallgren       | Malmö stadsteater                     |
| 1979 |                                                   | Slödder - En skräpig revy Torbjörn Astner, Börje Lindström, Niklas Rådström och Staffan Göthe           | Torbjörn Astner       | Malmö stadsteater                     |
| 1980 | Karl                                              | Snarkjakten (The Hunting of the Snark) Lewis Carroll                                                    | Ronnie Hallgren       | Malmö stadsteater                     |
| 1981 |                                                   | Sagan om havet Gösta Kjellin                                                                            | Ronnie Hallgren       | Malmö stadsteater                     |
| 1987 |                                                   | Främlingarna Joakim Groth                                                                               | Barbro Larsson        | Malmö Stadsteater                     |
| 1990 | Harold "Happy" Loman                              | En handelsresandes död (Death of a Salesman) Arthur Miller                                              | Lennart Olsson        | Malmö Stadsteater                     |
| 1996 |                                                   | Timmen när vi inte visste något om varandra (Die Stunde da wir nichts voneinander wussten) Peter Handke | Kim Brandstrup        | Malmö Dramatiska Teater               |
| 2000 |                                                   | Vår starke man - samhällets stöttepelare (Samfundets støtter) Henrik Ibsen                              | Åsa Melldahl          | Malmö Dramatiska Teater               |
| 2003 |                                                   | Hårda bud (The Lying Kind) Anthony Neilson                                                              | Richard Looft         | Malmö Dramatiska Teater               |
| 2004 |                                                   | Utsikt från en bro (A view from the bridge) Arthur Miller                                               | Thomas Müller         | Malmö Dramatiska Teater               |
| 2005 | Orgon                                             | Tartuffe/Bedragaren (Tartuffe, ou l'Imposteur) Molière                                                  | Ragnar Lyth           | Malmö Dramatiska Teater               |
| 2006 | Lennart Gustafsson                                | Karriär Torbjörn Flygt                                                                                  | Dennis Sandin         | Malmö Dramatiska Teater               |
| 2007 | Helmut, toastmaster                               | Festen Thomas Vinterberg, Mogens Rukov och Bo hr. Hansen                                                | Anders Lerner         | Malmö Dramatiska Teater               |
| 2008 |                                                   | Jenny från Hörby Dennis Magnusson                                                                       | Dennis Sandin         | Malmö Dramatiska Teater               |
| 2010 |                                                   | Att döda ett tivoli (Преступление и наказание, Prestuplenije i nakazanije) Fjodor Dostojevskij          | Dennis Sandin         | Malmö stadsteater                     |
| 2011 |                                                   | Momo och kampen om tiden (Momo) Michael Ende                                                            | Frede Gulbrandsen(da) | Malmö stadsteater                     |
| 2012 |                                                   | Den enfaldige mördaren Dennis Magnusson                                                                 | Dennis Sandin         | Helsingborgs stadsteater              |
| 2013 | Bing                                              | Carmencita Rockefeller Rikard Bergqvist, Martin Östergren, Sara Jangfeldt och Mathias Venge             | Rikard Bergqvist      | Malmö Opera/ Helsingborgs stadsteater |
| 2014 |                                                   | Amadeus Peter Shaffer                                                                                   | Frede Gulbrandsen(da) | Malmö stadsteater                     |
| 2015 | Finnur                                            | Direktören för det hela (Direktøren for det hele) Lars von Trier                                        | Anders Lundorph       | Malmö Stadsteater                     |
| 2015 | Medverkande                                       | En ny revy Valle Westesson                                                                              | Hans Marklund         | Malmö Stadsteater                     |
| 2016 | Baron Tobias Rap                                  | Trettondagsafton (Twelfth Night, or What You Will) William Shakespeare                                  | Frede Gulbrandsen(da) | Malmö stadsteater                     |
| 2017 | Christian Ditlev Reventlow Det franska sändebudet | Livläkarens besök Per Olov Enquist                                                                      | Johanna Garpe         | Malmö Stadsteater                     |
| 2017 |                                                   | Movements Tilde Björfors och Alexandra Loonin                                                           | Tilde Björfors        | Malmö Stadsteater                     |
| 2019 | Stark Ingmar Kyrkoherde Friare                    | Jerusalem Selma Lagerlöf                                                                                | Madeleine Røn Juul    | Helsingborgs stadsteater              |